# 吉尔·赫瑟林顿
吉尔·赫瑟林顿（英語：Jill Hetherington，1964年10月27日—），加拿大女子网球运动员。她曾代表加拿大参加1983年夏季世界大学生运动会网球比赛，获得一枚金牌。她也曾参加1984年、1988年和1996年夏季奥林匹克运动会。